# Me muevo con Dios
Me muevo con Dios es el tercer álbum de estudio del cantante canario Cruz Cafuné. Lanzado el 25 de mayo de 2023 a través de la discográfica Mécèn Entertainment.

Previo a su lanzamiento el cantante lanzó el sencillo «Turbo» / «Epifanía», «Ja Morant» y «4 prez». Simultáneamente con el lanzamiento publicaría su colaboración con Quevedo «Sangre y fe». La cual fue la que mayor recepción tuvo del disco. Consiguiendo obtener la decimotercera canción del PROMUSICAE Top 100 Canciones. El mejor sencillo en preformar comercialmente del cantante para uno de sus discos.
Para promocionar su disco, el artista se embarcó en el tour Me muevo con Dios el cual culminó su etapa del tour nacional en el Recinto ferial de Tenerife antes de embarcarse en la etapa hispanoamericana.

## Desarrollo
Me muevo con Dios es un disco que contiene 23 canciones producidas en su mayoría por Lex Luthorz junto Gese da O, El Secreto y Choclox, entre otros. El propio cantante cuenta acreditado como productor en varias de las canciones.
El disco también cuenta con la colaboración de los artistas, Miky Woodz, Chita, Leïti, Boj, Kris Floyd, Quevedo, LaBlackie, La Pantera y Hoke.
En una entrevista para la revista WHaT. Cruz Cafuné reveló que el desarrollo del disco comenzó en pleno confinamiento de 2020. Añadiendo que en un principio canciones como «Cartier de madera» junto con más material que no salió adelante iban a formar parte del disco. Sin embargo este track sería más tarde incorporado en su EP Visión túnel (2020) y sería descartado como parte del disco. Durante esa misma entrevista el cantante comentó que el disco se continuó desarrollando hasta la fecha de plazo límite puesta por su discográfica, agregando “Intento exprimir hasta el último momento que tengo antes de lanzarlo”. Durante el desarrollo de su canción «Cangrinaje», comentó que en un principio el artista tenía pensado hacer la canción a modos de balada, pero que tras escribir el estribillo, decidió reimaginar la pista entera hasta obtener la actual.

«Creo que la gracia del álbum es que tiene canciones para cada situación»
-Cruz Cafuné para WHaT

En otra entrevista de Cafuné para Los40 Urbano el cantante confesó que el lanzamiento del disco se llegó a posponer dos veces. Mientras hablaba del listado, comentaba que su tema «Fabiola» era la canción del disco más especial para él agregando «Es dedicado a mi hermana pequeña. Me gustan todos y les tengo cariño a todos por diferentes motivos, pero si tengo que escoger uno, es ese». Hablando de las colaboraciones del disco también habló de las colaboraciones que no lograron formar parte del listado. Entre ellas su colaboración con Recycled J. Mientras que otras con West Side Gunn entraron «por poco».
En la tercera pista del disco, «s2_e07_theboondocks_dvrip.mpeg» se puede oír el discurso de la cantante cubana Celia Cruz junto a la que dio durante su interpretación en conjunto de la Sonora Matancera durante celebración del Carnaval de Santa Cruz de Tenerife de 1987 en donde cantó el «Pasodoble Islas Canarias» a modo de homenaje por su buen recibimiento y amor por la isla. Interpretación interpolada en la parte final de la canción.

## Recepción

### Comercial
En su primera semana en las listas de éxitos, Me muevo con Dios debutó en el número 85 del Álbumes Top 100. En la siguiente semana el disco subió ochenta y tres puestos hasta el segundo puesto de la lista impedido del número uno por decimotercer álbum de estudio de Bunbury Greta Garbo (2023). Convirtiéndose en la mejor posición del cantante en las listas y su segunda entrada desde su EP Visión tunel (2020). En las siguientes semanas el disco permanecería en el top 10 simultáneamente con discos como Donde quiero estar de Quevedo y Mañana será bonito de Karol G, hasta permanecer un total de seis semanas entre las diez primeras posiciones. Adicionalmente, el disco pasó 27 semanas entre los primeros veinte de la lista. En la semana del 7 de diciembre de 2023, Me muevo con Dios fue certificado como «oro» por unidades equivalentes a 30.000 copias vendidas en el territorio.
Tras el lanzamiento de Me muevo con Dios en las plataformas de streaming. El disco recolectó un total de 3,9 millones de escuchas en una semana completa desde su publicación. Sin embargo con tan sólo un día consiguió aparecer en la lista semanal del 25 de mayo de 2023 en la plataforma Spotify. En su segunda semana el disco saltaría cuarenta y un posiciones hasta escalar al primer puesto de los discos más escuchados en España. Convirtiéndose en su primer disco en encabezar la lista además de su primer entrada en el conteo. En donde permanecería una semana hasta que Donde quiero estar (2023) de Quevedo subiría de nuevo al pico haciendo que el disco cayese a la segunda posición. Siendo la primera semana que dos canarios ocupan las dos primeras posiciones de la lista de discos del país.

### Crítica
Me muevo con Dios

## Listado de canciones
Listado del disco

| N.º | Título                           | Duración |  |
| 1.  | «Turbo» / «Epifanía»             | 2:43     |  |
| 2.  | «Dios #1»                        | 3:20     |  |
| 3.  | «s2_e07_theboondocks_dvrip.mpeg» | 2:15     |  |
| 4.  | «Babi Boi»                       | 3:33     |  |
| 5.  | «4 prez»                         | 2:29     |  |
| 6.  | «Cangrinaje»                     | 3:31     |  |
| 7.  | «Ja Morant»                      | 3.13     |  |
| 8.  | «FAXXXxxx»                       | 2:23     |  |
| 9.  | «ABAMA Jr.Suite»                 | 2:45     |  |
| 10. | «Folelé»                         | 3:48     |  |
| 11. | «RE-UP»                          | 3:25     |  |
| 12. | «Close Friends»                  | 2:06     |  |
| 13. | «1€ cada vez»                    | 4:18     |  |
| 14. | «Sangre y Fe»                    | 3:51     |  |
| 15. | «goofy ahh luv joint»            | 2:59     |  |
| 16. | «LUISAViAROMA»                   | 3:13     |  |
| 17. | «Retro 11s»                      | 3:14     |  |
| 18. | «Corintios 13:12»                | 3:08     |  |
| 19. | «Movezz en silencio»             | 3:00     |  |
| 20. | «G WAGON»                        | 2:37     |  |
| 21. | «Practice»                       | 3:47     |  |
| 22. | «Fabiola»                        | 3:58     |  |
| 23. | «Me Muevo Con Dios»              | 6:27     |  |

## Posicionamiento en listas y certificación

### Listas semanales
| País   | Lista                                    | Mejor posición | Refs.  |
| ------ | ---------------------------------------- | -------------- | ------ |
| España | PROMUSICAE Top 100 Álbumes               | 2              | [ 15 ] |
| España | Spotify Top 200 Álbumes Semanales España | 1              | [ 16 ] |

### Certificaciones
| País   | Órgano certificador | Certificación | Unidades | Refs.  |
| ------ | ------------------- | ------------- | -------- | ------ |
| España | PROMUSICAE          |               | 30.000   | [ 17 ] |